# Azcapotzalco
Azcapotzalcoⓘ (klasyczny nahuatl: Āzcapōtzalco  - āzcapōtzalli „mrowisko” + -co „miejsce”; dosłownie: „w mrowisku”) – jedna z 16 dzielnic miasta Meksyk, położona w jego północno-zachodniej części, która w przeszłości funkcjonowała jako niezależne miasto. Liczy 414 711 mieszkańców.
Od 28 września 2019 siedziba rzymskokatolickiej diecezji Azcapotzalco.

## Historia
Miasto Azcapotzalco zostało założone w XII w. jako miasto-państwo Tepaneków. Zostało dwukrotnie podbite - w 1428 roku przez Trójprzymierze Tenochtitlánu, Texcoco i Tlacopánu oraz pośrednio w 1521 roku po upadku Imperium Azteków. W połowie XIX w. miasto rolnicze stało się częścią Dystryktu Federalnego Meksyk. W XX w. zostało pochłonięte przez eksurbanizację miasta Meksyk. Dziś jest w 100% zurbanizowanym obszarem przemysłowym.

## Geografia i środowisko
Dzielnica Azcapotzalco położona jest na północnym zachodzie Dystryktu Federalnego Meksyk w Dolinie Meksyku, wschodnią częścią na dnie dawnego jeziora Texcoco i zachodnią na stałym gruncie. Historyczne centrum miasta znajdowało się na dawnej linii brzegowej tego jeziora. Rozciąga się na powierzchni 33,54 km². Średnia wysokość dzielnicy wynosi 2240 m n.p.m. Graniczy z dzielnicami Gustavo A. Madero, Cuauhtémoc i Miguel Hidalgowraz oraz z miastami Tlalnepantla de Baz i Naucalpan w stanie Meksyk.
Dzielnica jest w 100% zurbanizowana, podzielona na 2,723 bloki miejskie i nie posiada żadnych ekologicznych rezerwatów. Znajdują się tu 54 parki, w których nie wegetuje dzika roślinność ale zasadzone gatunki, takie jak wierzba, cedr czy sosna. Zajmują one powierzchnię 100,51 hektarów, co stanowi 2,9% całej dzielnicy. Największe i najważniejsze z nich to Parque Tezozómoc i Alameda Norte o łącznej powierzchni 52,4 hektarów. Parque Tezozomoc został zaprojektowany przez Mario Schjetnana jako replika prekolumbijskiego zagłębia Doliny Meksyku. Otworzony w 1982 roku. Inne ważne obszary zielone obejmują obiekty takie jak Plaza Hidalgo, kampusy kolegiów, w szczególności Universidad Autónoma Metropolitana (UAM-A, hiszp. „Autonomiczny Uniwersytet Metropolitarny”), parki, kompleksy sportowe, a nawet cmentarze, ze względu na ich dużą powierzchnię, w szczególności cmentarz San Isidro. Wszystkie obiekty sportowe, to jest siedemdziesiąt publicznie dostępnych pól i kompleksów sportowych, stanowią około 67 hektarów dzielnicy. Zaliczają się do nich m.in. Deportivo Renovacion Nacional, Deportivo Reynosa, Centro Deportivo Ferrocarrilero i Unidad Deportiva Benito Juarez. Deportivo Reynosa tymczasowo wykorzystywany był jako jedna z „sztucznych plaż” miasta Meksyk, składająca się z basenów i terenów piaszczystych, które zostały skonstruowane przez władze miasta.

## Przemysł
Największy ośrodek przemysłowy zespołu miejskiego, w którym rozwinął się przemysł rafineryjny, metalowy oraz spożywczy.